# Alice Moderno
Alice Moderno, né le 11 août 1867 à Paris 10e et morte le 20 février 1946 à Ponta Delgada, est une écrivaine, militante féministe et défenseure des droits des animaux portugaise. Militante active des droits des femmes, elle fonde également la première association vouée au bien-être animal aux Açores. Les premières biographies passent sous silence le fait qu'elle soit ouvertement lesbienne.

## Jeunesse
Alice Augusta Pereira de Melo Maulaz Moniz Moderno naît à Paris 10e le 11 août 1867. Sa mère est Celina Pereira de Melo Maulaz est polyglotte et pianiste formée au Conservatoire national supérieur de musique et de danse de Paris et son père João Rodrigues Pereira Moderno est un médecin formé à la Faculté de médecine de Paris et au Conservatoire national supérieur de musique et de danse de Paris. Ses deux parents naissent à Rio de Janeiro de mères brésiliennes, mais son grand-père paternel est originaire de Madère et son grand-père maternel est français. En 1867, le couple s'installe brièvement sur l'île de Terceira, mais revient à Paris au bout d'un an. À l'âge de sept ans, son père quitte le domicile familial à cause d'une liaison avec une employée d'une maison de couture. Lorsque son grand-père meurt un an plus tard, le père revient et emmène Moderno et sa mère aux Açores, où ils vivent à Angra do Heroísmo.Tandis qu'ils vivent là-bas, ses frères Luís (né en 1877), Vitor (né en 1881) et sa sœur Maria do Carmo (née en 1882) rejoignent la famille.
En 1883, la famille déménage à Ponta Delgada, sur l’île de São Miguel. Nostalgique de ses amis et de sa famille en France, Moderno passe des heures dans sa chambre à écrire de la poésie, activité que son père dédaigne. Son premier travail publié, Morreu! (Décédé !), écrit en mémoire de la vicomtesse Praia da Vitória, est publié dans le journal Açoriano Oriental la même année. Deux ans plus tard, en 1885, elle produit A ti (Al Youk) dans l'Almanaque Luso-Brasileiro de Lembranças (Almanach des Souvenirs luso-brésiliens), un important relais littéraire pour les écrivains brésiliens et portugais jusqu’en 1932, dans lequel Moderno publie fréquemment jusqu'en 1889. Elle est la première femme à s'inscrire au lycée aux Açores et a fréquenté le lycée Antero de Quental rattaché au couvent de Grace (en portugais : Convento da Graça),,. En 1886, elle achève le livre Aspirações (Aspirations), une collection de versets français et portugais qui suscite les éloges de Camilo Castelo Branco. Alors qu'elle souffre de migraines, son père lui recommande d'utiliser des compresses froides, mais Moderno, entêtée, provoque un scandale en se coupant les cheveux,. Elle est encore au lycée lorsque son père déménage son cabinet à Achada dans la municipalité de Nordeste en 1887. L'année suivante, elle publie Trilos et quitte la maison de son père, déterminée à gagner sa vie par elle-même en enseignant le français et le portugais.

## Carrière
En novembre 1888, Moderno fonde la revue Recreio das Salas (Récréation du salon), qui publie des œuvres de personnalités littéraires portugaises. Elle continue à publier ses propres œuvres dans l'Almanaque tels que les poèmes, Dois sóis (Deux soleils) et Adeus! (Au revoir !). En 1889, elle commence à travailler comme journaliste pour le Diário de Anúncios (journal de publicité) et publie son premier roman, le Dr Luís Sandoval en plusieurs parties. En 1892, elle dirige le Diário et monte le roman pour le publier sous forme de livre. La même année, elle entame une liaison par correspondance avec l'intellectuel Joaquim de Araújo, tout en lui expliquant très clairement qu'elle n'adhère pas aux valeurs victoriennes de la domesticité féminine. Elle explique notamment qu'elle enseigne à 20 étudiants et que, lorsqu'elle n'enseigne pas, elle écrit et ne s'intéresse absolument pas à la couture ou aux activités domestiques, ayant embauché quelqu'un pour faire ces tâches. La relation prospère grâce aux lettres romantiques, mais lorsque de Araújo vient à Ponta Delgada en 1893 et que le couple se rencontre pour la première fois, ils se rendent compte que la relation ne progressera jamais. Alice Moderno publie Os en 1874, en le dédiant à de Araújo, puis rompt leur relation.
Vers cette époque, en 1893, le père d'Alice Moderno s'installe aux États-Unis, laissant derrière lui des dettes. Sa production littéraire décline, car elle doit alors travailler pour payer ses dettes et déménage chez une amie, Maria Emilia Borges de Medeiros. En 1901, elle produit Açores, pessoas e coisas (Açores, personnes et choses) et fonde l’année suivante le journal A Folha (La Feuille), dans lequel elle publie entre autres des articles de l’entreprise Tipografia A. Moderno. En 1904, elle revient à l'Almanaque, publiant le sonnet Camões à la mémoire du poète Luís de Camões. Moderno et Borges accueillent dans leur maison en 1906 Maria Evelina de Sousa, collègue enseignante et écrivaine,. Sousa et Moderno vivent ouvertement en tant que lesbiennes, bien que, après leur décès, les biographes se concentrent sur la relation hétérosexuelle à longue distance de Moderno avec de Araújo,,.
En plus de ses écrits, Alice Moderno dirige diverses entreprises. En 1907, elle achète une librairie et vend des livres internationaux. Deux ans plus tard, elle achète une ferme d’ananas à Fajã de Baixo, où elle cultive des produits pour pouvoir les exporter aux États-Unis. Elle travaille également en tant qu'agent d'assurance pour plusieurs entreprises commerciales nationales et internationales. En 1908, Moderno et Sousa créent la première organisation de défense des animaux aux Açores, la Société Micaelense pour la protection des animaux (portugais : Sociedade Micaelense Protetora dos Animais). Elle se déclare favorable à l'établissement de la République portugaise et soutient le coup d'État qui remplace la monarchie. Au cours des discussions constitutionnelles qui suivent, elle rédige de nombreux articles en faveur du divorce pour protéger les femmes, défend l’éducation des femmes et plaide pour leurs droits. Elle rejoint la Ligue républicaine des femmes portugaises et participe à de nombreuses activités de l'association. En août 1912, lors d'une visite à Lisbonne, de Sousa et Moderno sont honorées par la Ligue républicaine pour leurs efforts en tant que militantes des droits des femmes et de l'éducation aux Açores,.
Alice Moderno édite la revue Revista Pedagógica (Magazine pédagogique) fondée par Sousa, et Sousa travaille pour la rédaction de Folha,. Dans les années 1940, on voit souvent le couple promener leur chien autour de Ponta Delgada, avec Moderno vêtue d'une tenue masculine, munie d'une canne et fumant un cigare.

## Mort et héritage
Huit jours après le décès de sa partenaire de quarante ans, Alice Moderno meurt le 20 février 1946. Elle est inhumée au cimetière de São Joaquim à Ponta Delgada dans une crypte avec Sousa,. Après leur mort, les biographes tentent de cacher leur vie lesbienne,,. En 2015, la Bibliothèque publique et les archives régionales de Ponta Delgada organisent une exposition consacrée à Moderno pendant six mois.

## Œuvres choisies
- (pt) « Morreu! », Açoriano oriental, Ponta Delgada, Portugal,‎ 1883 (pt) « Morreu! », Açoriano oriental, Ponta Delgada, Portugal,‎ 1883 [3]
- (pt) « A ti », Almanaque Luso-Brasileiro de Lembranças, Ponta Delgada, Portugal,‎ 1885 (pt) « A ti », Almanaque Luso-Brasileiro de Lembranças, Ponta Delgada, Portugal,‎ 1885 [3]
- (pt) Aspirações, primeiros versos, 1883-1886, Ponta Delgada, Portugal, Typ. Popular, 1886 (OCLC 236234637)
- (pt) Trillos, 1886-1888, Ponta Delgada, Portugal, Typ. Popular, 1888 (OCLC 775709005)
- (pt) O Dr Luiz Sandoval: romance, Ponta Delgada, Portugal, Typo-Lyth. Minerva, 1892 (OCLC 864437023)
- (pt) Os martyres do Amor, Lisbon, Portugal, Typ. da Companhia Nacional Editora, 1894 (OCLC 11180637)
- (pt) Açores: seu passado e presente, Hayward, California, J. De Menezes, 1897 (OCLC 21687340)
- (pt) No adro, Ponta Delgada, Portugal, Typ. Minerva, 1899 (OCLC 959156449)
- (pt) Açores: pessoas e coisas, Ponta Delgada, Portugal, Typ. Popular, 1901 (OCLC 68811888)
- (pt) Mater Dolorosa: Monologo, Ponta Delgada, Portugal, Typ. A. Moderno, 1909 (OCLC 432649527)
- (pt) A apotheose, Ponta Delgada, Portugal, Typ. A. Moderno, 1910 (OCLC 67291956)
- (pt) Versos da mocidade, 1888-1911, Ponta Delgada, Portugal, Typ. A. Moderno, 1911 (OCLC 959091772)
- (pt) Na vespera da incurso: peça em um acto, Ponta Delgada, Portugal, Typ. A. Moderno, 1913 (OCLC 3900430)
- (pt) A voz do dever: Peça en 1 acto, em verso, Ponta Delgada, Portugal, Typ. A. Moderno, 1915 (OCLC 432649525)
- (pt) Trêvos, Angra do Heroísmo, Portugal, Livraria Editora Andrade, 1930 (OCLC 959062257)